# Abraham Johannes de Smit van den Broecke
Abraham Johannes de Smit van den Broecke (* 13. Mai 1801 in Aardenburg, Provinz Zeeland; † 1. Januar 1875 in Oost-Souburg, Provinz Zeeland) war ein niederländischer Seeoffizier und Politiker, der zwischen 1855 und 1856 Marineminister im Kabinett Van Hall/Donker Curtius und im Kabinett Van der Brugghen war.

## Leben
Abraham Johannes van den Broecke, dessen Vater Bürgermeister von Aardenburg und Mitglied des  Provinciale Staten von Zeeland war, bekam bei seiner Geburt den Namen De Smuit, offiziell als Vorname hinzugefügt, da seine Großmutter Maria de Smit Zeugin bei der Erklärung war. Er trat in die Koninklijke Marine ein und nahm 1846 unter dem Kommando von Vizeadmiral Engelbertus Batavus van den Bosch und Oberstleutnant Gerhardus Bakker an der ersten Strafexpedition nach Bali teil. Am 1. Januar 1852 wurde er zum Kapitän zur See (Kapitein-ter-zee) befördert und wurde 1852 Kommandant des Dampfschiffs Zr. Ms. „Gedeh“, die nach Niederländisch-Westindien verlegt wurde. Im Anschluss war er zwischen Dezember 1852 bis Februar 1855 Kommandant der Fregatte Zr. Ms. „Doggersbank“.
Am 8. Februar 1855 wurde Smit van den Broecke nach dem Rücktritt von James Enslie und einer kommissarischen Amtsführung von Kriegsminister Hendrik Forstner van Dambenoyals Marineminister (Minister van Marine) in das Kabinett Van Hall/Donker Curtius berufen und bekleidete das Ministeramt vom 1. Juli 1856 bis zu seiner Ablösung durch Johannes Servaas Lotsy am 1. August 1856 auch im Kabinett Van der Brugghen. Während seiner Amtszeit wurde er am 1. Januar 1856 zum Konteradmiral (Schout-bij-nacht) befördert und trat vorzeitig als Marineminister zurück, nachdem die Zweite Kammer der Generalstaaten keine 200.000 Gulden für ein neues Schwimmdock im Marinehafen Willemsoord bereitstellen wollte. Am 23. April 1856 lehnte die Zweite Kammer einen von ihm vorgelegten Nachtragshaushalt mit 38 zu 14 Stimmen ab. Letztendlich blieb er als Minister im Amt und war sogar einen Monat lang Mitglied des Kabinetts Van der Brugghen, bis Lotsy ihm nachfolgte.
Nach seinem Ausscheiden aus der Regierung war Smit van den Broecke vom 31. Juli 1856 bis 1. Januar 1875 Adjutant im außerordentlichen Dienst von König Wilhelm III.  sowie zugleich zwischen dem 1. November 1857 und dem 1. Juli 1861 Direktor und Kommandeur des Marineinstituts KIM (Koninklijk Instituut voor de Marine) in Den Helder und wurde in diesen Verwendungen am 1. April 1861 zum Vizeadmiral (Vice-admiraal) befördert. Am 1. Juli 1861 trat er in den Ruhestand und wurde nach seinem Tode am 1. Januar 1875 auf dem Friedhof von Oost-Souburg beigesetzt, auf dem im September 1875 zu seinem Gedenken ein Denkmal errichtet wurde.

## Weblink
- A.J. de Smit van den Broecke. In: parlement.com. (niederländisch).